# Caleta Cierva
La caleta Cierva o caleta Fontaine (según Chile) es una ensenada ubicada a 11 kilómetros al sureste del cabo Sterneck, abriéndose entre este y la punta Cierva, en la bahía Hughes, costa Danco, en la costa occidental de la península Antártica.

## Historia y toponimia

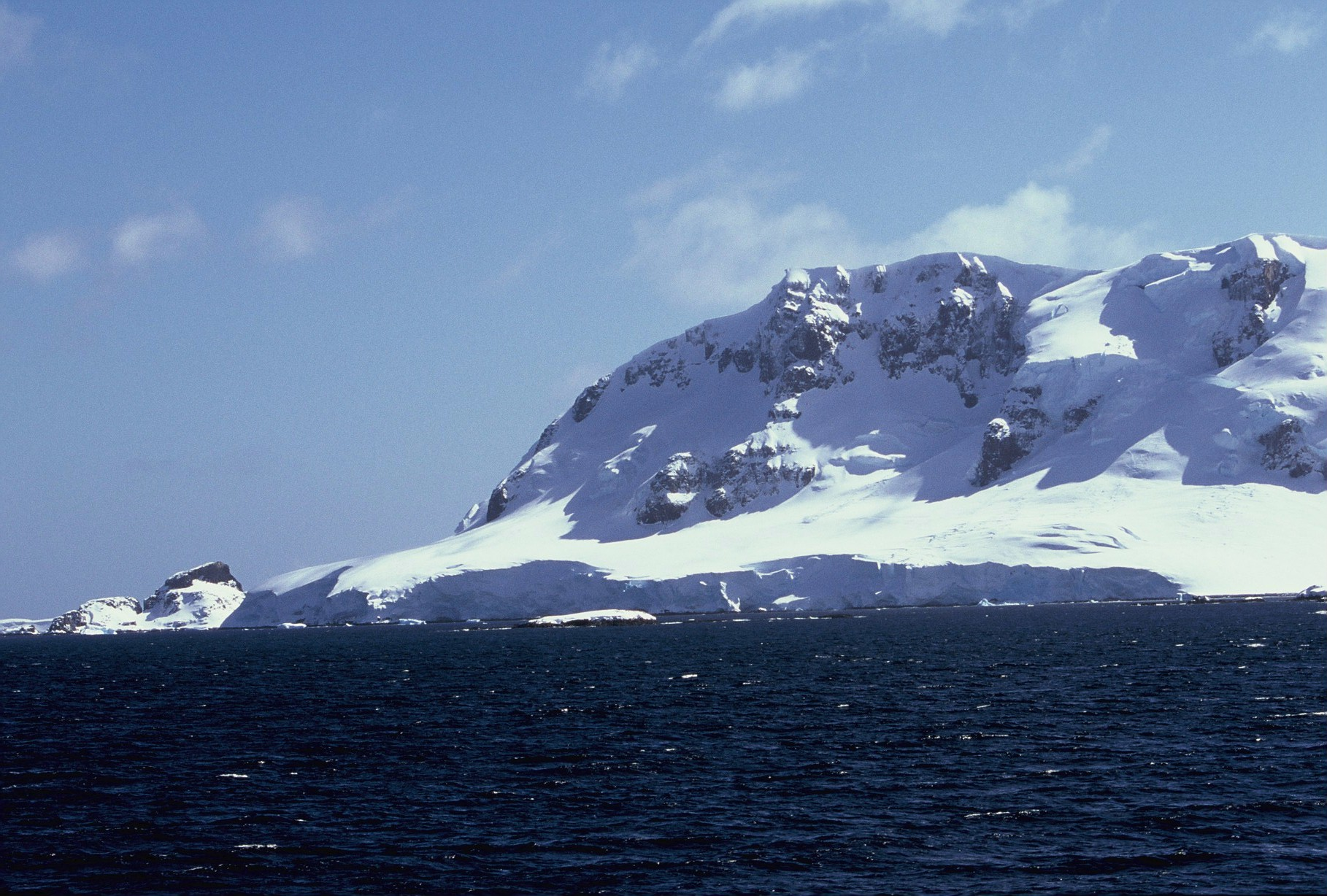
Vista.

La caleta fue avistada por la Expedición Antártica Belga en enero de 1898 y cartografiada por Argentina en 1950. En 1960 fue denominada por el Comité de Topónimos Antárticos del Reino Unido en homenaje a Juan de la Cierva, científico aeronáutico español que inventó el autogiro, aparato precursor del actual helicóptero. Previamente había sido fotografiada desde el aire por la Falkland Islands and Dependencies Aerial Survey Expedition (FIDASE) entre 1956 y 1957 e inspeccionada por tierra por el British Antarctic Survey desde la punta Portal en 1957-1958.
En Chile, su nombre le fue puesto en 1962 por el Instituto Hidrográfico de la Armada de Chile en homenaje al comodoro de la Expedición Antártica Chilena de 1949, capitán de navío Leopoldo Fontaine Nakin.
Ha aparecido erróneamente con el nombre de caleta Brialmont (que se encuentra más al sur) en una carta náutica chilena de 1960, en publicaciones argentinas de 1949 y 1970 y en una carta del Oficina Hidrográfica de los Estados Unidos en 1943.
En la punta Cierva, al sudeste de la caleta, la Armada Argentina instaló el 23 de enero de 1954 el refugio naval Cabo Primavera (luego Refugio naval Capitán Cobbett). Sobre la base del refugio, el 3 de marzo de 1977, el Comando antártico del Ejército Argentino inauguró la base Primavera.

## Ecología

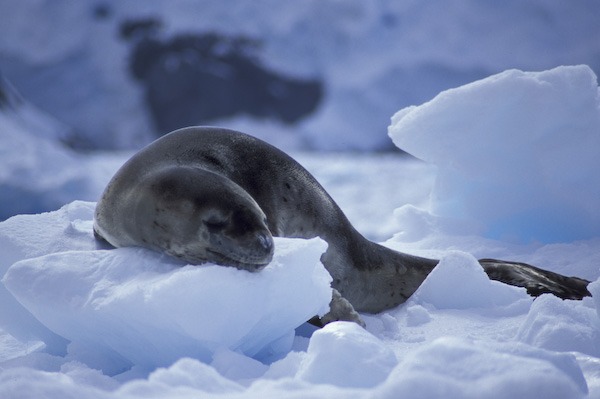
Foca leopardo descansando en una corriente hielo en la caleta.

La punta Cierva y parte de la costa sur de la caleta forman parte de un área de 59,03 km² que está protegida desde 1985 por el Sistema del Tratado Antártico. Fue el Sitio de Especial Interés Científico N.º 15 hasta 2002, y desde entonces es la Zona Antártica Especialmente Protegida N.º 134 "Punta Cierva e islas litorales, costa Danco, península Antártica" a propuesta y bajo la conservación de Argentina.
La ZAEP incluye también la isla José Hernández (o Bofill), la isla Apéndice (o Rivera), los islotes López (o Musgo), el islote Pingüino (o Mar) y otros islotes cercanos a la costa, así como el mar intermedio y la zona intermareal. Fue designada como tal por el gran valor científico de su biodiversidad inusual, que incluye numerosas especies de plantas, aves e invertebrados. La topografía única, con la abundancia y diversidad de la vegetación, ha creado condiciones favorables para la formación de numerosos microhábitats.
Entre las aguas de la caleta y sus costas se observan varios mamíferos marinos, como por ejemplo: focas peleteras (Arctophoca gazella), cangrejera (Lobodon carcinophagus) y de Weddell (Leptonychotes weddellii); leopardos y elefantes marinos (Hydrurga leptonyx y Mirounga leonina); y ballenas azules (Balaenoptera musculus), de aleta (Balaenoptera physalus), franca austral (Eubalaena australis), cachalotes (Physeter macrocephalus) y orcas (Orcinus orca).

## Reclamaciones territoriales
Argentina incluye a la caleta en el departamento Antártida Argentina dentro de la provincia de Tierra del Fuego, Antártida e Islas del Atlántico Sur; para Chile forma parte de la comuna Antártica de la provincia Antártica Chilena dentro de la Región de Magallanes y de la Antártica Chilena; y para el Reino Unido integra el Territorio Antártico Británico. Las tres reclamaciones están sujetas a las disposiciones del Tratado Antártico.
Nomenclatura de los países reclamantes: 
- Argentina: caleta Cierva[10][11]
- Chile: caleta Fontaine[4]
- Reino Unido: Cierva Cove[3]